# Granges-Aumontzey
Granges-Aumontzey is een gemeente in het Franse departement Vosges (regio Grand Est). De plaats maakt deel uit van het arrondissement Saint-Dié-des-Vosges. Granges-Aumontzey is op 1 januari 2016 ontstaan door de fusie van de gemeenten Aumontzey en Granges-sur-Vologne.